# Szent István (Schiff)
SMS Szent István war ein Schlachtschiff der k.u.k Kriegsmarine. Benannt war es nach dem ungarischen Nationalheiligen, dem Heiligen Stefan (ungarisch: Szent István). Dies geschah als Anerkennung für den ungarischen Teil der Doppelmonarchie.
Die Szent István, die als modernstes Schiff der k.u.k. Kriegsmarine galt, wurde am 10. Juni 1918 in der Adria vor der Insel Premuda von einem italienischen Schnellboot durch zwei Torpedotreffer versenkt. Der Untergang wurde dabei filmisch festgehalten.

## Bau
Die Szent István gehörte wie die Viribus Unitis, die Prinz Eugen und die Tegetthoff zur Tegetthoff-Klasse. Die Zustimmung der ungarischen Volksvertreter zum Bau dieser Klasse konnte nur durch das Zugeständnis einer Beteiligung der ungarischen Schiffbauindustrie erkauft werden. Das einzige Unternehmen dieser Art war die Danubius-Werft von Ganz & Co. in Fiume, die bisher nur Torpedoboote und Zerstörer gebaut hatte und somit keine Erfahrungen mit dem Bau von Großkampfschiffen besaß. Ihr wurde der Bau dieses Schlachtschiffes sowie zweier Kreuzer und mehrerer Zerstörer übertragen. Die Fertigstellung des Schlachtschiffs war für den 30. Juli 1914 vorgesehen.
Unter erheblichem Geldaufwand und Aufhebung der Sonntagsruhe wurde die Werft vergrößert. Der Kiel der Szent István wurde am 29. Januar 1912 gelegt. Der Bau erfolgte mit überwiegend ungarischem Material. Die Geschütztürme dagegen wurden bei der Firma Škoda produziert, und die Panzerplatten stammten von den Witkowitzer Eisenwerken in Witkowitz, Mähren. Erst am 17. Januar 1914 kam es zum Stapellauf; dabei tötete eine ausschlagende Ankerkette einen Werftarbeiter und verletzte einen anderen schwer.
Nach dem Stapellauf wurde der Schiffsrumpf zum Einbau der Maschinerie ins Ausrüstungsbassin gebracht. Als der Erste Weltkrieg ausbrach, überführte man das unfertige Schiff von Fiume zur Fertigstellung in den Zentralkriegshafen von Pola.
Nach dem Londoner Vertrag vom April 1915 wechselte der bisherige Bündnispartner des Dreibunds Italien die Seiten. In der Folge wurden neben den Alpen auch die Adria zum Kriegsgebiet. In dieser Zeit folgte am 17. November 1915 nach einer Verzögerung von 17 Monaten die Indienststellung der Szent István.

## Einsätze
Im November und Dezember 1915 führte das Schiff mehrere Probefahrten durch und absolvierte ein Probeschießen im Kanal von Fasana. Da es sich nur um relativ kurze Fahrten handelte, konnte dabei die Höchstgeschwindigkeit von 20 Knoten nicht getestet werden. Am 23. Dezember wurde die Szent István offiziell dem 1. Geschwader zugeteilt. Am 6. Januar 1916 erhielt sie eine Ehrentafel mit dem Bildnis des hl. Stephanus von der Ungarischen Adriatischen Vereinigung geschenkt.
Am 10. Februar 1916 befuhr sie mit ihren Schwesterschiffen den Kanal von Fasana. Am 16., 22. und 26. Februar gab es Fliegeralarm in Pola. Am 15. März fuhr sie, begleitet von vier Torpedobooten, in die Adria, wo sie am 16. März Schießübungen abhielt. Danach lag sie wieder in Pola, wo es im März, Mai, Juni, Juli und August erneut Fliegerangriffe gab. Ende August übte sie im Kanal von Fasana Torpedoschießen. Am 15. Dezember 1916 besuchte der neue Kaiser Karl I. das Schiff.
1917 änderte sich nichts an diesem eintönigen Dasein. Zwischen gelegentlichen Ausfahrten zwecks Übungsschießen gab es immer wieder italienische Fliegerangriffe. Am 12. Dezember kam der deutsche Kaiser Wilhelm II. an Bord.
1918 lief die Szent István bis zu ihrer Versenkung nur noch einmal aus. Zusammen mit ihrem Schwesterschiff Viribus Unitis unternahm sie ein eintägiges Probeschießen bei San Giovanni in Pelago, einer kleinen Insel südlich von Rovinj.

### Die Versenkung

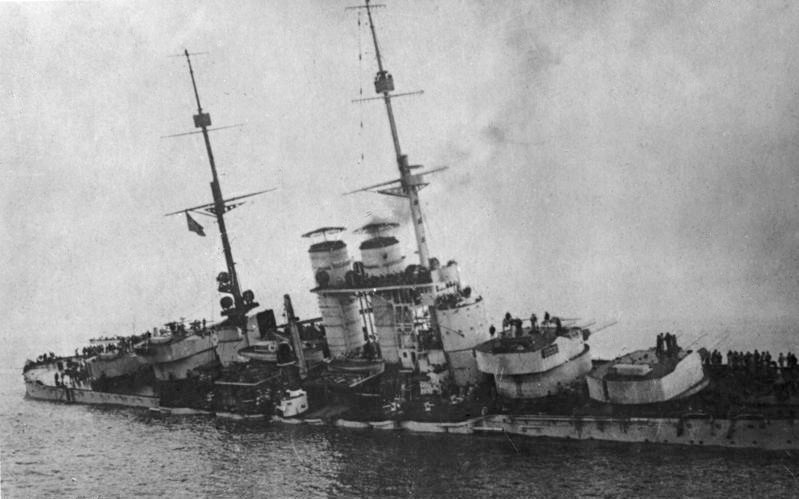
Aufnahme nach der Torpedierung im Morgengrauen des 10. Juni 1918

Am 27. Februar 1918 war Miklós Horthy zum Flottenkommandanten ernannt worden. Dieser beschloss, alle vier Dreadnoughts der Österreichischen Flotte im Rahmen einer großangelegten Marineaktion in der südlichen Adria einzusetzen, um die italienische Sperre der Meeresenge von Otranto zu durchbrechen. Um über dieses große Ereignis zu berichten, ließ Horthy auf die Tegetthoff ein Team des k.u.k. Kriegspressequartiers sowie auf sein Flaggschiff den bekanntesten Reporter des Reiches, Egon Erwin Kisch, an Bord bringen. Am 8. Juni liefen die Viribus Unitis und die Prinz Eugen mit sieben Begleitfahrzeugen aus Pola aus, tags darauf folgten die Szent István unter Linienschiffskapitän Heinrich Seitz, der auch die Abteilung kommandierte, sowie die Tegetthoff. Als Begleitschutz standen lediglich ein Zerstörer und sechs Torpedoboote zur Verfügung. Bis dahin hatte die Szent István 883 Tage ihrer insgesamt 937 Tage umfassenden Dienstzeit im Hafen gelegen, weswegen die Besatzung keinerlei Erfahrungen zur See sammeln konnte. Da aus Geheimhaltungsgründen die Mannschaft an der Hafenbarrikade nicht informiert war, konnte man nicht wie vorgesehen um 21 Uhr, sondern erst um 22:15 Uhr den Hafen verlassen. Um den Zeitverlust aufzuholen, ging das Schiff erstmals in seiner Dienstzeit auf Höchstgeschwindigkeit. Dies und die frisch gebunkerte, noch feuchte Kohle verursachten eine starke Rauchfahne.
Bei der Insel Lutrošnjak nahe Premuda kamen die beiden italienischen Motortorpedoboote MAS 15 und MAS 21 unter dem Kommando des Korvettenkapitäns Luigi Rizzo von einer ereignislosen Patrouillenfahrt zurück. Rizzo bemerkte am 10. Juni um 3:15 Uhr in der ersten Morgendämmerung, von Norden kommend, eine große Rauchfahne. Im Schutze der Dunkelheit durchbrachen die Boote mit langsamer Fahrt den Geleitschutz. Die beiden Torpedos der MAS 15 trafen um etwa 3:30 Uhr die wegen eines Schadens am Hauptwellenlager nur noch 14 kn laufende Szent István aus etwa 600 m an Steuerbord, während die der MAS 21 ihr Ziel verfehlten. Beide Boote konnten nach Ancona entkommen.
Der erste Torpedo traf in der Höhe des Schotts zwischen den beiden Kesselräumen, der zweite in der Höhe des achteren Kesselraums. Es kam zu starken Wassereinbrüchen, woraufhin die Feuer der Kessel an der Steuerbordseite gelöscht werden mussten. Die Szent István steuerte mit einer Geschwindigkeit von 4,5 Knoten die Insel Molat an, da die zwei vorderen Kessel der Backbordseite weiterhin funktionierten. Die Tegetthoff versuchte dreimal, die Szent István in Schlepp zu nehmen, jedoch musste dies zweimal wegen falscher U-Boot-Warnungen abgebrochen werden. Beim dritten Versuch wurden die Taue wegen der Kentergefahr wieder gekappt. Als gegen halb sechs auch die letzten zwei Kessel wegen Explosionsgefahr gelöscht werden mussten und der Rumpf mehr als 30° Schlagseite hatte, war das Schiff verloren. Um 6:05 Uhr kenterte die Szent István und um 6:12 Uhr verschwand sie unter der Wasseroberfläche. Die Verluste beliefen sich auf vier Offiziere und 85 Mannschaftsgrade, außerdem gab es 29 Verletzte. Nach dem Verlust des Schiffes wurde die gesamte Aktion gegen die Otranto-Sperre abgebrochen.
Der Untergang des Schiffes wurde von dem Kriegspresse-Kamerateam an Bord der Tegetthoff gefilmt. Der Film ist ein heute noch häufig in den Medien gezeigtes Zeitdokument und wird meist verwendet, um die Verwundbarkeit von großen Schiffen gegen Unterwasserangriffe zu verdeutlichen. Auffallend ist die auf den Bildern erkennbare scheinbare Gelassenheit der Mannschaft kurz vor dem Überrollen des Schiffes. Als dies dann mit überraschender Schnelligkeit passierte, versuchten viele Matrosen, sich über Reling und Bordwand zum nach oben drehenden Kiel zu retten. Neben der im Zweiten Weltkrieg gesunkenen Barham ist die Szent István das einzige Schlachtschiff, dessen Untergang gefilmt werden konnte.

### Folgen
Nach der Bestätigung der Versenkung erhielt Korvettenkapitän Rizzo die Goldene Tapferkeitsmedaille. Dies war bereits seine zweite Auszeichnung, denn auch für die Versenkung des Linienschiffes Wien hatte er diese Medaille erhalten. Der 10. Juni, der Tag der Versenkung der Szent István, wurde zum Tag der italienischen Marine bestimmt und ist es bis heute. Die k.u.k. Flotte dagegen wagte bis zum Kriegsende keine weitere Aktion mehr.

## Rezeption

### Das Wrack
1976 machten jugoslawische Marinetaucher die ersten Unterwasseraufnahmen des versenkten Schiffes. Das Wrack liegt kieloben auf dem Meeresgrund in einer Tiefe von 66 Metern (Position 44° 12′ 7″ N, 14° 24′ 5″ O). 1990 unternahm eine vom italienischen Fernsehen finanzierte italienisch-jugoslawische Expedition den nächsten Tauchgang. Im Juni 1994 traf erstmals eine österreichische Mannschaft unter der Leitung von Gerhard Jurecek und Franz Mittermeier ein, und im Herbst 1994 folgte ein ungarisches Team.
Im Mai und im September 1995 nahm eine ungarisch-kroatische Gruppe unter László Czakó und Mario Jurišić umfangreiche Untersuchungen vor. Das Schiff liegt acht Meilen von der Insel Premuda und elf Meilen von der Insel Ilovik entfernt. Die Schrauben ragen in einer Tiefe von 48 m in die Höhe. Das Vorderteil des Rumpfes ist abgebrochen. Die beiden durch die Torpedos entstandenen Löcher an der Steuerbordseite sind deutlich erkennbar. Weitere Expeditionen folgten im Oktober 1997 sowie 2007 im Zuge von Recherchen und Aufnahmen für den 2008 fertiggestellten Dokumentarfilm.
Während der Tauchexpeditionen konnte am Wrack festgestellt werden, dass die Torpedoexplosionen mit 5 m × 6,70 m großen Löchern ungewöhnlich schwere Schäden im Rumpf verursacht hatten. Als Erklärung wird angeführt, dass die Gürtelpanzerung nur bis 2 m unter die Wasserlinie reichte und die Torpedos genau an diesem Übergang zwischen gepanzertem und ungepanzertem Bereich einschlugen. Darüber hinaus trafen sie mit den Kesselräumen die verwundbarsten Teile des Schiffes.

### Film
In den 1920er Jahren wurde von italienischer Seite im Stummfilm Gli eroi del mare nostro (Die Helden unseres Meeres) auch der große Erfolg der Versenkung der Szent István propagandistisch dargestellt. Im zweiten Teil des 35-minütigen Films wurde das bekannte österreichische Original-Filmmaterial vom Untergang durch nachgestellte Aufnahmen auf der erbeuteten Tegetthoff, sowie mit Aktions-Szenen von MAS-Booten (unter Führung von Luigi Rizzo, welcher sich selber darstellt) ergänzt. Der gesamte Film ist auf der Website des Bildarchivs des italienischen Senates zu sehen.
2008 wurde das Drama um die Szent István unter der Regie von Maria Magdalena Koller (Kamera: Stephan Mussil) in einer Dokumentation verfilmt. Diese zeigt die Hintergründe um den Untergang und die Folgen, die sich dadurch ergaben. Besonders beleuchtet wird der Einsatz von Franz Dueller, Maschinenleiter (technischer Marinebeamtenrang auf Leutnantsebene) auf der Szent István. Der Film hat mehrere Titel. In der deutschen Fassung lautete er ursprünglich Tod im Morgengrauen – Der Untergang der Szent István, zuletzt aber (bei Wiederholungen im ORF im November 2018 oder auf arte am 3. Februar 2015) Torpedos im Morgengrauen – Das letzte Schlachtschiff des Kaisers.

### Museale Rezeption

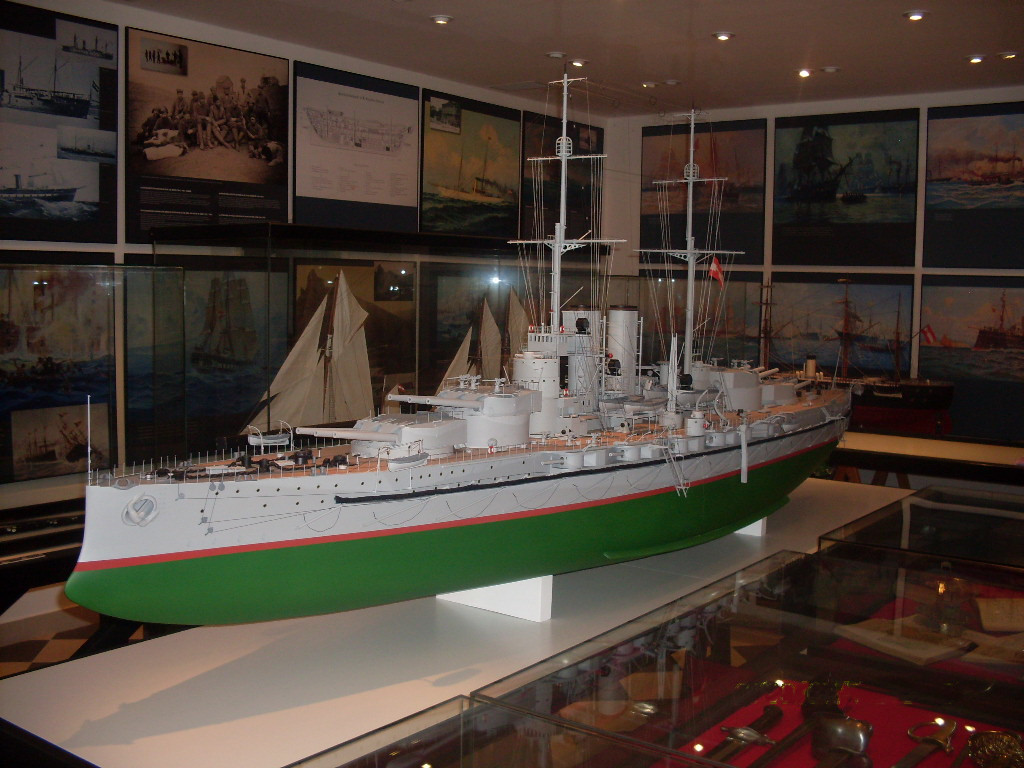
Modell der Szent István im Kriegsmuseum Gallerion, Novigrad (Istrien)

Die Geschichte der k.u.k. Kriegsmarine ist im Marinesaal des Heeresgeschichtlichen Museum in Wien im Detail dokumentiert, wobei sich in der Ausstellung auch ein beeindruckendes 6 m langes Schnittmodell 1:25 des Schwesterschiffs Viribus Unitis sowie zeitgenössische Darstellungen in Gemälden und Fotografien der Szent István befinden. Darüber hinaus wird jener Film, der während der Versenkung von einem Kamerateam des Kriegspressequartiers aufgenommen und später von Horst Friedrich Mayer kommentiert wurde, in einer Endlosschleife gezeigt. Im Museum Gallerion im kroatischen Novigrad ist ein Modell des Schiffes ausgestellt.